# Milena Busquets
Pour les articles homonymes, voir Busquets.
Milena Busquets est une femme de lettres espagnole née à Barcelone en 1972.

## Biographie
Milena Busquest grandit dans une famille de la bourgeoisie catalane faisant partie des cercles culturels de la Gauche divine, mouvement intellectuel de gauche, actif à Barcelone à partir des années 1960, sous la dictature franquiste en Catalogne. 
Elle est la fille de l'écrivaine Esther Tusquets, fondatrice des éditions "Lumen", et du poète Esteban Busquets. Son oncle est l'architecte  Òscar Tusquets. Milena grandit dans une maison fréquentée par des écrivains majeurs de la seconde moitié du XXe siècle, dont Ana María Matute. Après des études au Lycée français de Barcelone et une licence en archéologie au University College de Londres, elle travaille plusieurs années dans l'édition aux côtés de sa mère, jusqu'à ce qu'en 1996 Lumen soit acquise par Random House Mondadori. Milena et Esther abandonnent alors l'édition pour fonder une autre société, RqueR, qui engloutira cependant des sommes considérables. 
Après avoir publié un premier roman qui n'est pas remarqué, en 2015 son livre También esto pasará soulève l'intérêt de nombreux éditeurs à la Foire du livre de Francfort, où ses droits sont acquis par des maisons prestigieuses dont les Éditions Gallimard, Suhrkamp, Rizzoli, ou l'éditeur britannique Harvill Secker. También esto pasará est décrit comme un roman autobiographique autour du décès de sa mère.
Depuis 2016 elle écrit également pour le quotidien El Periódico de Catalunya.

## Œuvre

### Romans
- Hoy he conocido a alguien (Bruguera, 2008)
- También esto pasará (Anagrama, 2015) Publié en français sous le titre Ça aussi, ça passera, traduit par Robert Amutio, Paris, Éditions Gallimard, coll. « Du monde entier », 2015, 175 pages  (ISBN 978-2-07-014911-7) ; réédition, Éditions Gallimard, coll. « Folio » no 6291, 2017,  (ISBN 978-2-07-271087-2)
- Hombres elegantes y otros artículos (Anagrama, 2019)
- Gema (Anagrama, 2021) Publié en français sous le titre Gema, traduit par Robert Amutio, Paris, Éditions Gallimard, coll. « Du monde entier », 2021, 144 pages  (ISBN 9782072933226) ; réédition, Éditions Gallimard, coll. « Folio » no 7222, 2023,  (ISBN 978-2-07-300311-9)